# غلوريا آن تايلور
غلوريا آن تايلور (بالإنجليزية: Gloria Ann Taylor)‏ هي مغنية أمريكية، ولدت في 13 سبتمبر 1944 في فيرجينيا الغربية في الولايات المتحدة، وتوفيت في 8 ديسمبر 2017 في توليدو في الولايات المتحدة.

## وصلات خارجية
- غلوريا آن تايلور على موقع ميوزك برينز (الإنجليزية)
- غلوريا آن تايلور على موقع ديسكوغز (الإنجليزية)